# Entreat
Entreat — концертний альбом британського гурту The Cure.

## Альбом
Диск включає в себе пісні, виконані під час турне 1989 року в підтримку альбому Disintegration на Арені Вемблі в Лондоні в липні цього року.
Entreat поширювався ексклюзивно в Франції. До запису був виявлений величезний інтерес, і він був випущений по всій Європі.
Останні два треки були випущені 1989 року як бі-сайди американської версії синглу «Lullaby». Пісні «Fascination Street», «Last Dance», «Prayers For Rain», і «Disintegration» також включені на синглі «Pictures of You».
Найвища позиція в чарті Великої Британії — № 10.

## Список композицій
1. «Pictures of You» — 7:08
2. «Closedown» — 4:23
3. «Last Dance» — 4:41
4. «Fascination Street» — 5:20
5. «Prayers for Rain» — 4:49
6. «Disintegration» — 7:41
7. «Homesick» — 6:49
8. «Untitled» — 6:33

## Учасники запису
- Роберт Сміт- вокал, гітара
- Саймон Геллап — бас-гітара
- Порл Томпсон — гітара
- Борис Вілльямс — ударні
- Роджер О'Доннелл — клавішні